# Боярская волость (Олонецкая губерния)
Боярская волость — историческая административно-территориальная единица (волость) в составе Пудожского уезда Олонецкой губернии Российской Империи и РСФСР. Волость состояла из 29 населённых пунктов. Волостное правление располагалось в д. Боярской, с 17 апреля 1896 г. — в селении Буракова.
Упразднена в 1927 году.
В настоящее время территория Боярской волости относится в основном к Плесецкому району Архангельской области.

## География
Самым удалённым от волостного правления поселением было Большое Кудрявцево (Звозы) (20 вёрст).

## История
Декретом ВЦИК от 18 сентября 1922 года Олонецкая губерния была упразднена и волость включена в состав Вологодской губернии.
В ходе реформы административно-территориального деления СССР в 1927 году волость была упразднена.

## Состав

### Сельские общества
В состав волости входили сельские общества, включающие 29 деревень:
- Бабкинское общество
- Боярское общество

### Насёленные пункты
| Бабкинское общество                     |       |         |       |               |
| Поселение                               | Семей | Человек | До ВП | Школа         |
| Алферова при реке Онеге                 | 15    | 87      | 1     | В 1 версте    |
| Буракова при реке Онеге                 | 23    | 138     | 0     | Есть          |
| Антроповская (Заручевье) при реке Онеге | 8     | 55      | 0     | Есть          |
| Михалева при реке Онеге                 | 19    | 110     | 0     | В 0,25 версты |
| Грязная при реке Онеге                  | 21    | 178     | 1     | В 1 версте    |
| Кузнецова при реке Онеге                | 17    | 105     | 2     | В 2 верстах   |
| Бабкина при реке Онеге                  | 24    | 181     | 4     | В 4 верстах   |
| Муравьева при реке Онеге                | 13    | 79      | 6     | В 2 верстах   |
| Рахтина при реке Онеге                  | 21    | 125     | 7     | В 1 версте    |
| Щербакова при реке Онеге                | 9     | 49      | 8     | Есть          |
| Томихина при реке Онеге                 | 17    | 113     | 9     | В 0,5 версты  |
| Кашникова при реке Онеге                | 36    | 218     | 10    | В 1,5 верстах |
| Алексеевка при реке Осиновке            | 13    | 82      | 10    | В 1 версте    |
| Итого                                   | 236   | 1520    |       | 3             |

| Боярское общество                         |       |         |       |               |
| Поселение                                 | Семей | Человек | До ВП | Школа         |
| Большое Кудрявцево (Звозы) при реке Онеге | 8     | 47      | 20    | В 1,5 верстах |
| Малое Кудрявцево (Звозы) при реке Онеге   | 6     | 43      | 20    | В 1,5 верстах |
| Беловодская при реке Онеге                | 15    | 86      | 19    | В 0,25 версты |
| Амомова при реке Онеге                    | 12    | 81      | 15    | В 4 верстах   |
| Филипповская при реке Онеге               | 16    | 108     | 11    | В 2,5 верстах |
| Кутькова при реке Онеге                   | 10    | 89      | 9     | В 0,5 версты  |
| Пуминова при реке Онеге                   | 13    | 97      | 8     | Есть          |
| Никитина при реке Онеге                   | 15    | 94      | 7     | В 1 версте    |
| Третьякова при реке Онеге                 | 10    | 65      | 7     | В 1 версте    |
| Малашева при реке Онеге                   | 25    | 168     | 6     | В 2 верстах   |
| Щипачева при реке Онеге                   | 10    | 55      | 5     | В 1,5 верстах |
| Залесье при реке Онеге                    | 12    | 78      | 6     | В 1,5 верстах |
| Боярская при реке Онеге                   | 25    | 137     | 4     | В 0,5 версты  |
| Ожбалова при реке Онеге                   | 22    | 133     | 3,5   | В 3,5 верстах |
| Подлесье при реке Онеге                   | 8     | 51      | 3     | В 3 верстах   |
| Черпакова при реке Онеге                  | 20    | 151     | 2     | В 2 верстах   |
| Итого                                     | 227   | 1483    |       | 1             |

## Население
На 1890 год численность населения волости составляла 2354 человека.
На 1905 год численность населения волости составляла 3003 человека. Из них мужчин 1406, женщин 1597. Крестьян среди них 2991 (1400 муж / 1591 жен), некрестьянского населения 2991 (6 муж / 6 жен).
Самое многочисленное поселение — Кашникова (218 жителей), самое малолюдное — Малое Кудрявцево (Звозы) (43 жителя).

## Инфраструктура
Личное подсобное хозяйство с зоной сельскохозяйственного использования, индивидуальная застройка усадебного типа. На 1905 год в волости 455 домов. В среднем на каждый крестьянский дом (семью) приходилось по 6,6 (6,5) человек.
Основа экономики — сельское хозяйство. На 1905 год в волости насчитывалось 523 лошади, 737 коров и 705 голов прочего скота.